# Souls for Sale
Souls for Sale (bra: Almas à Venda) é um filme mudo estadunidense de 1923, do gênero comédia dramática, escrito, produzido e dirigido por Rupert Hughes, baseado em seu romance homônimo. O filme é estrelado por Eleanor Boardman em seu primeiro papel principal, tendo ganhado um contrato com a Goldwyn Pictures por meio de seu altamente divulgado concurso "New Faces of 1922" apenas dois anos antes.
O filme é reconhecido por suas percepções sobre a indústria cinematográfica de antigamente. Entre as aparições significativas no filme estão as aparições dos diretores King Vidor, Fred Niblo, Marshall Neilan, Charlie Chaplin e Erich von Stroheim, além de vários atores, produtores e outros cineastas. Souls for Sale inclui imagens raras dos bastidores de Chaplin e von Stroheim dirigindo os filmes A Woman of Paris e Greed, respectivamente.
Pensava-se anteriormente que Souls for Sale estava perdido até que cópias incompletas do filme fossem descobertas. O filme foi posteriormente restaurado e exibido na Turner Classic Movies e foi lançado em DVD em junho de 2009. Souls for Sale é uma das muitas obras de 1923 que entraram em domínio público nos Estados Unidos em 2019.

## Sinopse
Remember Steddon (Eleanor Boardman), deixa a sua família para viver junto com Owen Scudder (Lew Cody).
No trem a caminho de Califórnia, Remember descobre que seu parceiro não era tudo o que ela pensava. Scudder é um vigarista, que casa com as mulheres, as assegura e depois as mata para ficar com o dinheiro. Percebendo tudo isso, Steddon deixa o trem quando acidentalmente ele para em um tanque de água, e foge para o deserto. Desidratada, ela acha abrigo em um estúdio cinematográfico e é socorrida por um homem gentil chamado Tom Holby (Frank Mayo). Enquanto ela se recupera, ela consegue um papel que fará uma ponta em um filme, mas até certo ponto ela não acaba indo junto com uma trupe até Hollywood, então ela vai a uma cidade pequena e acha um trabalho.
A procura de um verdadeiro emprego, ela se vê em Hollywood, onde ela encontra um diretor chamado Frank Claymore (Richard Dix). Vendo potencial na jovem, ele dá a ela um teste de cena em um filme de comédia.
Embora ela tendo sido reprovada do teste, quando ele deu a ela um teste para um filme dramático em outra produção, seu talento é descoberto. Como Remember entrou na fama sendo atriz, Scudder volta para chantageá-la.
Enquanto isso, um triângulo amoroso surge entre Holby, o diretor Claymore e Remember.
Na conclusão do filme, uma série de raios acaba incendiando uma cabana na qual os três estavam dentro. Nessa confusão, Scudder resolve matar Claymore por ter dirigido uma bobina em direção a ele, mas quando Remember entra no meio do caminho, Scudder a salva e acaba se machucando.

## Elenco
- Eleanor Boardman - Remember "Mem" Steddon
- Lew Cody - Owen Scudder
- Richard Dix - Frank Claymore
- Mae Busch - Robina Teele
- Frank Mayo - Tom Holby
- Barbara La Marr - Leva Lamaire
- Arthur Hoyt - Jimmy Leland
- David Imboden - Caxton
- Roy Atwell - Arthur Tirrey
- Forrest Robinson - Reverendo John Steddon
- Edith Yorke - Sr. Steddon
- William Orlamond - Lorde Fryingham
- Aileen Pringle - Lady Jane
- Snitz Edwards - Komical Kale, o Palhaço
- William Haines - Pinkey, o diretor assistente
- Dale Fuller - Abigail Tweedy
- Eve Southern - Miss Velma Slade